# Glenea suavis
Glenea suavis là một loài bọ cánh cứng trong họ Cerambycidae.